# 쇼케라

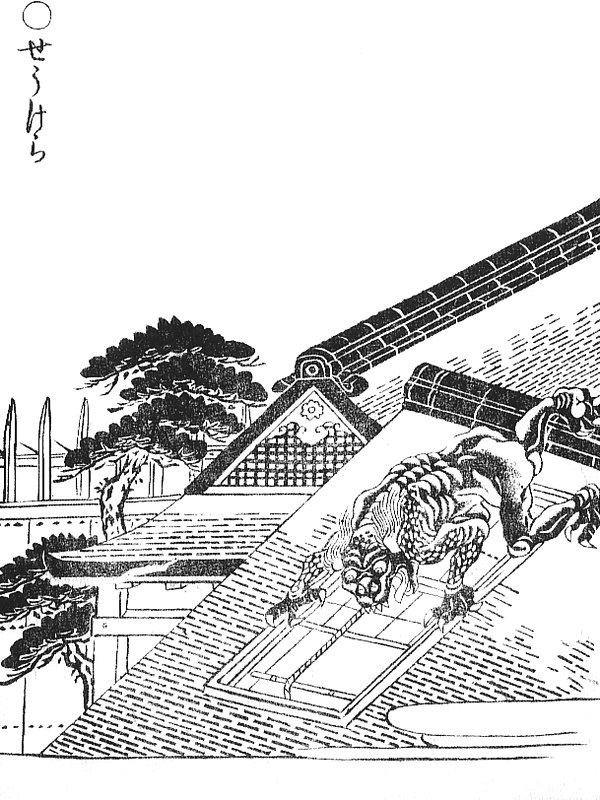
도리야마 세키엔『화도백귀야행』에서의「쇼케라」

전승에 따르면 쇼케라(일본어: 精螻蛄, Shoukera)는 60일에 한 번씩 돌아오는 경신일(庚申日)에 인간이 자고 있는 사이 하늘에 올라 사람들의 죄를 하늘에 고하는 곤충 요괴이다.
죄가 고해진 사람은 하늘로부터 목숨을 앗아간다. 화를 피하기 위해서는 경신일 귀신상(鬼神像) 청면금강(靑面金剛)을 밤을 새야 한다.